# الحماديين (أبو كبير)
الحماديين إحدى قرى مركز أبو كبير التابع لمحافظة الشرقية بجمهورية مصر العربية.

## السكان
بلغ عدد سكان الحماديين 3,815 نسمة، حسب الإحصاء الرسمي لعام 2006.